# 양의 정부호 함수
수학에서, 양의 정부호 함수(영어: positive-definite function)는 음이 아닌 함수의 푸리에 변환으로 볼 수 있는 복소함수이다.

## 정의
국소 콤팩트 아벨 위상군 {\displaystyle (G,+)} 위의 함수 {\displaystyle f\colon G\to \mathbb {C} }가 다음 성질을 만족시킨다면, {\displaystyle f}를 양의 정부호 함수라고 한다.
- (켤레 짝함수성) 모든 {\displaystyle g\in G}에 대하여, {\displaystyle f(-g)={\overline {f(g)}}}
- (준정부호성) 모든 유한 부분집합 {\displaystyle \{g_{1},\dots ,g_{n}\}\subset G}에 대하여, {\displaystyle n\times n} 에르미트 행렬 {\displaystyle M_{ij}=f(g_{i}-g_{j})}가 양의 준정부호 행렬이다.

## 성질
보흐너 정리(영어: Bochner’s theorem)에 따라서, {\displaystyle G} 위의 양의 정부호 함수의 푸리에 변환은 그 폰트랴긴 쌍대군 {\displaystyle {\hat {G}}} 위의 양의 유한 보렐 측도를 이루며, 그 역 또한 성립한다.
양의 정부호 함수 {\displaystyle f,g}에 대하여,
- {\displaystyle a,b\in [0,\infty )}에 대하여, {\displaystyle af+bg}는 양의 정부호이다. 즉, 양의 정부호 함수들은 음이 아닌 계수의 선형결합에 대하여 닫혀 있다. 즉, 이들은 뿔(cone)을 이룬다.
- {\displaystyle fg}는 양의 정부호이다.
- {\displaystyle {\overline {f}}}는 양의 정부호이다.

모든 양의 정부호 함수 {\displaystyle f}에 대하여, 다음이 성립한다. (이는 양의 정부호 함수의 정의에서, {\displaystyle n=1,2}인 경우에서 유래한다.)
- {\displaystyle f(0)\geq 0}
- 모든 {\displaystyle g\in G}에 대하여, {\displaystyle |f(x)|\leq f(0)}

## 예
양의 정부호 함수의 대표적인 예는 유클리드 공간 {\displaystyle \mathbb {R} ^{n}} 위의 가우스 핵
{\displaystyle \exp(-|x|^{2}/2\sigma )}
이다. 가우스 핵의 푸리에 변환은 다른 가우스 핵이므로, 보흐너 정리에 따라 이는 양의 정부호임을 쉽게 알 수 있다.
다른 예로는 {\displaystyle \mathbb {R} } 위의 {\displaystyle \exp(-|x|)}, {\displaystyle \operatorname {sinc} ^{2}x}, 삼각형함수 {\displaystyle \operatorname {tri} (x)} 등이 있다. 이들 역시 푸리에 변환을 통해 쉽게 확인할 수 있다. 실수가 아닌 양의 정부호 함수로는 {\displaystyle \exp(iax)}가 있다.
음이 아닌 상수함수 {\displaystyle f(x)=a} ({\displaystyle a\geq 0})는 자명하게 양의 정부호 함수이다. 이 경우, {\displaystyle n\times n} 행렬 {\displaystyle f(x_{i}-x_{j})=a}의 모든 원소가 {\displaystyle a}이며, 이 행렬의 고윳값은 {\displaystyle an} (중복도 1)과 {\displaystyle 0} (중복도 {\displaystyle n-1})이다. 따라서 이 행렬은 양의 준정부호다.

## 참고 문헌
- Berg, Christian; Jens Peter Reus Christensen, Paul Ressel. 《Harmonic Analysis on Semigroups》. Graduate Texts in Mathematics (영어). Springer.
- Sasvári, Z. (1994). 《Positive definite and definitizable functions》 (영어). Akademie Verlag.
- Wells, J. H.; L. R. Williams (1975). 《Embeddings and extensions in analysis》. Ergebnisse der Mathematik und ihrer Grenzgebiete (영어) 84. Springer.